# Kang Boo-ja
Kang Boo-ja es una actriz surcoreana. 

## Carrera
Debutó en 1962 y ha estado activa en los escenarios, el cine y la televisión surcoreana por más de cinco décadas.
Tomó un Curso de Política Nacional en la Escuela de Graduados de Administración Pública de la Universidad Nacional de Seúl, y entró en la política en 1992. Fue elegida como legisladora en la 14.ª Asamblea Nacional..

## Filmografía

### Serie televisiva
| Año  | Título                                         | Red  |
| ---- | ---------------------------------------------- | ---- |
| 1962 | 구두창과 트위스트                              | KBS  |
| 1964 | Family Romance                                 | TBC  |
| 1965 | Hanyang Nanggun                                | TBC  |
| 1965 | Jung-kyung's Wife                              | TBC  |
| 1966 | The Second Wife                                | TBC  |
| 1966 | Live As I Please                               | TBC  |
| 1966 | Today's King                                   | TBC  |
| 1967 | The Swish of a Skirt                           | TBC  |
| 1969 | 혼인줄이 막혔나봐                              | TBC  |
| 1969 | Damo Gidam                                     | TBC  |
| 1970 | Lonely Road                                    | TBC  |
| 1970 | Ok-nyeo                                        | TBC  |
| 1970 | Ajumma                                         | TBC  |
| 1970 | Ahohji                                         | TBC  |
| 1970 | Two Men                                        | TBC  |
| 1970 | Pigeon Family                                  | TBC  |
| 1970 | Noona (Older Sister)                           | TBC  |
| 1970 | 꿈은 좋았는데                                  | TBC  |
| 1971 | 알뜰부인 덜렁부인                              | TBC  |
| 1971 | 그런 부인을 두고                               | TBC  |
| 1971 | 너는 약자                                      | TBC  |
| 1971 | Tale of the Yangban                            | TBC  |
| 1972 | Evergreen Tree                                 | TBC  |
| 1972 | Only Son                                       | TBC  |
| 1972 | Secret                                         | TBC  |
| 1972 | Samryong the Mute                              | TBC  |
| 1973 | 여보정선달                                     | TBC  |
| 1973 | Yeon-hwa                                       | TBC  |
| 1974 | Queen Inmok                                    | TBC  |
| 1974 | Yoon Ji-kyung                                  | TBC  |
| 1975 | Two Husbands                                   | TBC  |
| 1975 | Detective                                      | TBC  |
| 1975 | Two Siblings                                   | TBC  |
| 1976 | Byeoldang Lady                                 | TBC  |
| 1976 | Wedding March                                  | TBC  |
| 1977 | Door of Happiness                              | KBS  |
| 1977 | Blue Thread, Red Thread                        | TBC  |
| 1978 | 칸나의 뜰                                      | TBC  |
| 1978 | Covenant                                       | TBC  |
| 1978 | Thousand Year Old Lake                         | TBC  |
| 1978 | Mother's River                                 | TBC  |
| 1979 | 야 곰례야                                      | TBC  |
| 1979 | Grand Tale of Chunhyang                        | TBC  |
| 1979 | Couples: Unconditional Love                    | TBC  |
| 1980 | Uinyeo Misa                                    | TBC  |
| 1980 | Daldongne                                      | TBC  |
| 1980 | Glow                                           | TBC  |
| 1980 | Candle                                         | TBC  |
| 1981 | Maecheon Yarok (Memoirs of a Thousand Events)  | KBS  |
| 1981 | Hwangnyongsa                                   | KBS  |
| 1981 | Promised Land                                  | KBS  |
| 1982 | Bukcheong Muljangsu                            | KBS  |
| 1983 | Sanyuhwa                                       | KBS  |
| 1983 | Baek-jo's Wife                                 | KBS  |
| 1984 | 딸이 더 좋아                                   | KBS  |
| 1984 | TV Tale of Chunhyang                           | KBS2 |
| 1985 | Hometown                                       | KBS  |
| 1986 | You're Right                                   | KBS2 |
| 1987 | Yearning Song                                  | KBS2 |
| 1987 | Stranger                                       | KBS2 |
| 1988 | Sand Castle                                    | MBC  |
| 1988 | 500 Years of Joseon: Memoirs of Lady Hyegyeong | MBC  |
| 1989 | 절반의 실패                                    | KBS2 |
| 1989 | Hurt                                           | MBC  |
| 1990 | Copper Ring                                    | KBS2 |
| 1990 | Betrayal of the Rose                           | MBC  |
| 1990 | Ambitious Times                                | KBS2 |
| 1990 | My Mother                                      | MBC  |
| 1991 | What Is Love                                   | MBC  |
| 1992 | Thorn Flower                                   | MBC  |
| 1992 | The Chemistry Is Right                         | SBS  |
| 1993 | Our Hot Song                                   | SBS  |
| 1993 | Wandering Soul                                 | KBS1 |
| 1994 | The Lonely Man                                 | KBS2 |
| 1995 | Men of the Bath House                          | KBS2 |
| 1996 | Temptation                                     | KBS  |
| 1997 | Hometown of Legends "Servant's Smile"          | KBS2 |
| 1997 | Because I Really                               | KBS2 |
| 1997 | Sea of Ambition                                | KBS2 |
| 1998 | I Love You, I Love You                         | SBS  |
| 1998 | My Love by My Side                             | KBS1 |
| 1998 | Crush                                          | KBS2 |
| 1999 | Love In 3 Colors                               | KBS2 |
| 1999 | Sweet Bride                                    | SBS  |
| 2000 | Fireworks                                      | SBS  |
| 2000 | Juliet's Man                                   | SBS  |
| 2001 | Twins                                          | KBS2 |
| 2001 | Way of Living: Couple                          | SBS  |
| 2001 | This Is Love                                   | KBS1 |
| 2002 | Jang Hee-bin                                   | KBS2 |
| 2003 | Dal-joong's Cinderella                         | KBS2 |
| 2003 | Yellow Handkerchiefr                           | KBS1 |
| 2003 | Like a Flowing River                           | SBS  |
| 2003 | Rooftop Room Cat                               | MBC  |
| 2003 | Garden of Eve                                  | SBS  |
| 2003 | Perfect Love                                   | SBS  |
| 2004 | My Lovely Family                               | KBS1 |
| 2004 | Choice                                         | SBS  |
| 2005 | A Farewell to Sorrow                           | KBS2 |
| 2005 | Our Stance on How to Treat a Break-up          | MBC  |
| 2005 | Hanoi Bride                                    | SBS  |
| 2006 | I'll Go with You                               | SBS  |
| 2007 | A Happy Woman                                  | KBS2 |
| 2007 | Salt Doll                                      | SBS  |
| 2007 | When Spring Comes                              | KBS2 |
| 2007 | Thank You                                      | MBC  |
| 2008 | Mom's Dead Upset                               | KBS2 |
| 2008 | I Love You, Don't Cry                          | MBC  |
| 2009 | Good Job, Good Job                             | MBC  |
| 2009 | Three Men                                      | tvN  |
| 2011 | Indomitable Daughters-in-Law                   | MBC  |
| 2011 | Can't Lose                                     | MBC  |
| 2012 | My Husband Got a Family                        | KBS  |
| 2013 | Thrice Married Woman                           | SBS  |
| 2014 | My Spring Days                                 | MBC  |
| 2020 | Penthouse: War In Life                         | SBS  |
| 2023 | The Real Has Come!                             | KBS2 |

### Películas
| Año  | Título                             | Rol          |
| ---- | ---------------------------------- | ------------ |
| 1996 | Let Me Just Touch                  |              |
| 1967 | One-sided Love of Princess         |              |
| 1967 | A Full Danger                      |              |
| 1967 | Three Swordsmen of Iljimae         |              |
| 1967 | Soil                               |              |
| 1969 | Rang                               |              |
| 1969 | March of a Wife                    |              |
| 1969 | Husband                            |              |
| 1969 | Darling                            |              |
| 1969 | Winter Woman                       |              |
| 1969 | Mrs. Wonnim                        |              |
| 1970 | Gu Bong-seo's Marriage Plan        |              |
| 1971 | Sergeant Kim's Return from Vietnam | Mal-sook     |
| 1974 | Yeonhwa                            |              |
| 1974 | Yeonhwa 2                          |              |
| 1976 | Mother                             |              |
| 1979 | We Took the Night Train            |              |
| 1983 | Wife                               |              |
| 1991 | Love and Tears                     |              |
| 2003 | The Crescent Moon                  | abuela       |
| 2003 | Ogu: Hilarious Mourning            | abuela Hwang |

### Radio
| Año       | Título                                       | Red         | Notas        |
| --------- | -------------------------------------------- | ----------- | ------------ |
| 1980-1992 | Hello, This Is Hwang In-yong and Kang Boo-ja | KBS Radio 1 | DJ           |
| 1992      | Morning Journal with Kang Boo-ja             | BBS         | DJ           |
| 1993      | Environment Diary                            | KBS Radio 1 | DJ           |
| 1993      | Towards the Equinox                          | BBS         | presentadora |
| 1997      | Hello, This Is Kang Boo-ja and Kang Seok-woo | KBS Radio 1 | DJ           |

## Teatro
| Año  | Título                       | Rol              |  |
| ---- | ---------------------------- | ---------------- |  |
| 1997 | Ogu                          | abuela Hwang     |  |
| 2009 | 3 Days and 2 Nights with Mom | Mamá/señora Choi |  |
| 2011 | Sanbul (Forest Fire)         | señora Yang      |  |

## Premios y nominaciones
| Año  | Premio                                      | Categoría               | Nominación                   | Resultado |
| ---- | ------------------------------------------- | ----------------------- | ---------------------------- | --------- |
| 1971 | TBC Drama Awards                            | mejor actriz de reparto |                              | Ganadora  |
| 1973 | 1st Hwalran Broadcasting and Culture Awards |                         | Only Son                     | Ganadora  |
| 1977 | 13th Baeksang Arts Awards                   | mejor actriz (TV)       | Wedding March                | Ganadora  |
| 1979 | TBC Drama Awards                            | Grand Prize (Daesang)   |                              | Ganadora  |
| 1996 | KBS Drama Awards                            | Grand Prize (Daesang)   | Men of the Bath House        | Ganadora  |
| 1999 | KBS Drama Awards                            | premio a los logros     |                              | Ganadora  |
| 2008 | 2nd Korea Drama Awards                      | premio a los logros     |                              | Nominada  |
| 2009 | 5th Golden Ticket Awards                    | mejor actriz            | 3 Days and 2 Nights with Mom | Ganadora  |
| 2011 | 7th Golden Ticket Awards                    | mejor actriz            | 3 Days and 2 Nights with Mom | Ganadora  |
| 2011 | MBC Drama Awards                            | premio a los logros     | Indomitable Daughters-in-Law | Ganadora  |
| 2012 | 8th Golden Ticket Awards                    | mejor actriz            | 3 Days and 2 Nights with Mom | Ganadora  |